# Сан Ђовани (Сасари)
Сан Ђовани је насеље у Италији у округу Сасари, региону Сардинија.
Према процени из 2011. у насељу је живело 38 становника. Насеље се налази на надморској висини од 185 м.